# Прешес, Марк
Марк Прешес (англ. Mark Precious, 29 августа 1956) — британский хоккеист (хоккей на траве), полевой игрок. Бронзовый призёр летних Олимпийских игр 1984 года.

## Биография
Марк Прешес родился 29 августа 1956 года.
Играл в хоккей на траве за «Хаунслоу» из Лондона.
В 1984 году вошёл в состав сборной Великобритании по хоккею на траве на летних Олимпийских играх в Лос-Анджелесе и завоевал бронзовую медаль. Играл в поле, провёл 7 матчей, мячей не забивал.